# Imane Merga

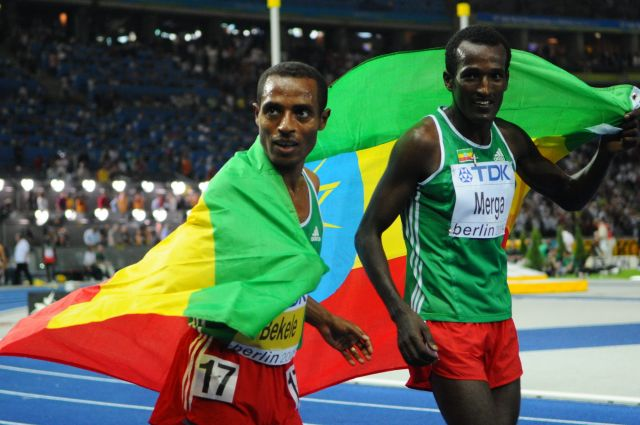
Imane Merga (rechts) mit Kenenisa Bekele bei den Weltmeisterschaften 2009

Imane Merga (* 15. Oktober 1988 in Tulu Bolo, Region Oromia) ist ein äthiopischer Langstreckenläufer.
Seine ersten Erfolge hatte er bei Crossläufen. So gewann er 2007 den Crosse Internacional de Oeiras und 2009 den Antrim International Cross Country.
Als äthiopischer Vizemeister über 10.000 Meter qualifizierte er sich für die Weltmeisterschaften in Berlin, bei der er Vierter wurde.
2010 gewann er den Giro Media Blenio, die Corrida de Houilles und die BOclassic. Im 5000-Meter-Lauf setzte er sich mit Siegen bei den Bislett Games in Oslo und der Golden Gala in Rom in der Gesamtwertung der IAAF Diamond League durch.
Bei den Crosslauf-Weltmeisterschaften 2011 in Punta Umbría errang er den Titel in der Einzelwertung sowie die Silbermedaille in der Mannschaftswertung. Es folgte die Titelverteidigung beim Giro Media Blenio. Bei den Weltmeisterschaften 2011 in Daegu kam Merga als Dritter über 5000 Meter ins Ziel, wurde aber nachträglich disqualifiziert, weil er regelwidrig die Bahn verlassen hatte. Die Bronzemedaille ging daraufhin an seinen Landsmann Dejen Gebremeskel. Im 10.000-Meter-Lauf gewann Merga die Bronzemedaille mit einer Zeit von 27:19,14 min.

## Persönliche Bestzeiten
- 3000 m: 7:51,24 min, 30. Mai 2009, New York City
- 5000 m: 12:53,58 min, 6. August 2010, Stockholm
- 10.000 m: 27:15,94 min, 17. August 2009, Berlin
- 10-km-Straßenlauf: 27:47 min, 26. Dezember 2010, Houilles